# Eve of Destiny
Eve of Destiny fue una banda de rock industrial japonesa formada en 1999 por el vocalista y escritor Haruhiko Ash, exintegrante de la banda punk rock The Zolge, que mantuvo actividades principalmente en Europa. Durante mucho tiempo, Eve of Destiny fue un proyecto en solitario de Ash, con poca actividad real, pero esto cambió en 2002, después de que el guitarrista Közi de la banda de rock visual kei Malice Mizer se unió y empezaron a viajar fuera de Japón de forma regular. El grupo se ha presentado en Alemania, Hungría, Suiza, Filipinas, Eslovaquia, Holanda, Japón, Francia, Austria, Australia, Suecia y Polonia.

## Historia
Eve of Destiny se formó como el proyecto en solitario de Harukino Ash después de la separación de The Zolge en 1993. El proyecto tuvo su debut con la canción «Desperato» incluida en álbum compilatorio The Black Bible de 1998, al año siguiente Eve of Destiny fue invitada a tocar en el Wave-Gotik-Treffen en Leipzig, Alemania en 1999, donde Haruhiko apareció junto con varios músicos invitados. Después de esto, siguieron años de silencio. Sin embargo, alrededor del momento de la separación de Malice Mizer, Eve of Destiny fue invitado de nuevo, por lo que en 2002 Haruhiko regresó, ahora junto con Közi, antes de esto solo tocaron dos conciertos en Filipinas. El concierto fue todo un éxito y también fueron invitados a Nueva Zelanda y Suiza más tarde ese año. En 2003 comenzaron a recorrer Europa regularmente y tocaron en varios países para entonces, tanto en festivales como en clubes. La banda tocó su primer concierto en Japón en febrero de 2004 y fue seguido por dos más en 2005, pero Europa seguía siendo su escenario principal. Tenían algunas canciones en varios álbumes recopilatorios, aparecieron en algunas revistas góticas y estaban buscando una compañía discográfica. Finalmente firmaron con el sello discográfico alemán Celtic Circle Production, pero desafortunadamente ésta resultó ser una mala elección. Después de posponerlo por incontables ocasiones, el sello finalmente lanzó su miniálbum debut llamado Nervous and Innocence en 2005, pero a esto le siguieron varios escándalos, incluyendo la cancelación de último minuto de un festival organizado por el sello y el álbum era básicamente imposible de conseguir. Poco después incluso el sitio web de la etiqueta desapareció y la banda decidió cancelar su contrato con ellos. Eve of Destiny tocó un par de conciertos más en el otoño de 2005, pero después de esto incluso su sitio web no se actualizó más y finalmente desapareció en 2006. Közi continuó su carrera en solitario, pero no hay noticias sobre Haruhiko Ash o sobre cualquier actividad futura Para Eve of Destiny.
Alrededor de septiembre de 2007, un nuevo sitio web para la banda y la compañía de Haruhiko, Evil Boy Productions apareció, insinuando algún tipo de actividad, pero solo unos meses más tarde, desapareció.

## Miembros

### Haruhiko Ash
Antes de Eve of Destiny, en 1983, Haruhiko Ash fundó y fue vocalista de la banda de rock The Zolge que se separó en 1993 y en 1997 abrió el club Eve the New Church en Tokio, un lugar para promover la música gótica y la escena musical underground japonesa. Ash era amigo cercano del vocalista de The Lords of the New Church Stiv Bators y su esposa Caroline.
The Zolge era una banda bastante conocida en la escena underground japonesa en los años 1980 y 1990. Después de hacer algunos conciertos en el extranjero se hizo conocido entre varias bandas y personas. Éstos incluyen The Damned, Patricia Morrison, Hanoi Rocks, The Cramps, Johnny Thunders, Switchblade Symphony, entre otros.
The Zolge se disolvió en 1993, pero Haruhiko Ash se mantuvo activo en varios campos como la escritura y la modelización de la moda tanto en París como en Tokio. Más tarde, en 1998, la canción «Desperado» fue publicada en el álbum compilatorio Black Bible del sello estadounidense Cleopatra Records. Esta fue la primera canción grabada de Eve of Destiny.

### Közi
Közi es el exguitarrista de la popular banda japonesa visual kei Malice Mizer. Después de que hicieran de su separación a finales de 2001, Közi se unió a Haruhiko Ash, a quien conocía desde tiempos anteriores a Malice Mizer, y juntos reformaron el proyecto Eve of Destiny. Más tarde, Közi comenzó una carrera en solitario, lanzando varios sencillos y álbumes.

## Discografía

### Álbumes
- 2005: Nervous and Innocence

### Álbumes recopilatorios
- 1998: The Black Bible
- 2003: Astan #16
- 2003: OFF: Sound #01
- 2003: X. Castle Party
- 2003: Astan #17
- 2003: Zilloscope 11/03
- 2003: Damaged (Colaboración con Razed in Black)